# Nafaanra
Nafaanra (đôi khi được viết là Nafaara, phát âm [nafãːra]) là một ngôn ngữ Senufo được nói tại miền tây bắc Ghana, vùng biên giới với Bờ Biển Ngà, miền đông Bondoukou. Khoảng 61.000 người nói ngôn ngữ này. Người nói Nafaanra tự gọi mình là Nafana; những dân tộc khác gọi họ là Banda hoặc Mfantera. Như những tiếng Senufo khác, Nafaanra là một ngôn ngữ thanh điệu. Nó, theo một cách nào đó, là một thứ tiếng "nằm ngoài" của nhóm Senufo, với những họ hàng gần nhất về mặt địa lý, nhánh ngôn ngữ Tagwana–Djimini, cách 200 kilômét (120 mi) về phía tây, qua bên kia của vườn quốc gia Comoé.
Cấu trúc câu cơ bản là chủ–tân–động (subject-object-verb), tương tự tiếng Latinh và tiếng Nhật. Như nhiều tiếng thuộc hệ Niger–Congo, Nafaanra có một hệ thống lớp danh từ trong đó mỗi danh từ được đặt vào năm giống khác nhau, ảnh hưởng lên đại từ, tính từ và từ liên hệ. Âm vị học có sự khác biệt rõ giữa chiều dài của nguyên âm và việc chúng là âm miệng hay mũi (giống trong tiếng Pháp hay tiếng Bồ Đào Nha). Có ba thanh riêng biệt. Ngữ pháp Nafaanra có cả thì và thể. Số đếm chủ yếu được tạo ra bằng cách thêm số vào 5 và nhân những số 10, 20 và 100.

## Vị trí
Nafaanra tiếp giáp với tiếng Kulango về phía tây, tiếng Deg (nhóm Gur) và tiếng Gonja (nhóm Kwa) về phía bắc và phía đông. Ngôn ngữ lân cận gần nhất về phía đông là tiếng Ligbi (nhóm Mande), như Nafaanra, đây là một ngôn ngữ nằm ngoài trong nhóm ngôn ngữ của nó. Phía đông và đông nam vùng nói Nafaanra và Ligbi, tiếng Abron (còn gọi là Bron hay Brong) được sử dụng.